# 양산 청허당 진영
양산 청허당 진영(梁山 淸虛堂 眞影)은 경상남도 양산시 하북면 지산리, 통도사에 있는, 청허당 휴정(서산대사, 1520-1604) 선사의 영정으로 정면관의 전신교의좌상이다. 2006년 11월 2일 경상남도의 유형문화재 제450-1호로 지정되었다.

## 개요
이 영정(청허당영정)은 청허당 휴정(서산대사, 1520-1604)선사의 영정으로 정면관의 전신교의좌상이다. 전체 화면은 방형의 격자문이 시문된 청색상단과 돗자리로 구분된 이단구도의 형식을 갖추고 상반신은 정면관을, 하반신은 측면으로 앉아 왼손에 불자(拂子)를 잡고 오른손으로 그 술을 가볍게 만지고 있는 모습이다. 정방형의 둥근 형태의 얼굴에 조용한 눈매와 단정한 코, 작게 다문 입술 등 자상하며 덕망 높은 고승의 이미지를 표현하였다. 화면향우측에 '사선호등계자가사부종수교청허당대선사지진(賜禪號登階紫袈裟扶宗樹敎淸虛堂大禪師之眞)'의 화제가, 향좌측에는 조현명(趙賢命, 1690-1752)의 영찬이 있다.
화면크기는 가로 81.5cm, 세로124.3cm로 3폭의 비단바탕으로 이루어졌다.

## 같이 보기
- 휴정

## 참고 자료
- 양산 청허당 진영 - 국가유산청 국가유산포털